# لويز أرمسترونغ
لويز أرمسترونغ (بالإنجليزية: Louise Armstrong)‏ هي ناشطة حقوق الإنسان وكاتِبة وكاتبة للأطفال أمريكية، ولدت في 17 مارس 1937، وتوفيت في 10 أغسطس 2008.